# Nipsey Russell
Pour les articles homonymes, voir Russell.
Nipsey Russell est un humoriste et acteur américain né le 15 septembre 1918 à Atlanta et décédé le 2 octobre 2005 à New York.

## Filmographie
- 1961 : Car 54, Where Are You? (série télévisée) : Police Officer Anderson (1961-1962)
- 1964 : ABC's Nightlife (série télévisée) : Regular (1965)
- 1970 : Barefoot in the Park (série télévisée) : Honey Robinson
- 1974 : The Dean Martin Comedy World (série télévisée) : Host
- 1978 : Wiz on Down the Road : Tinman
- 1978 : The Wiz : Tinman
- 1978 : Fame (TV) : Vinny
- 1980 : Uptown: A Tribute to the Apollo Theatre (TV)
- 1984 : Nemo : Mr. Rip / Benjamin
- 1986 : Femme de choc (Wildcats) : Ben Edwards
- 1993 : La Revanche de Jesse Lee (Posse) : Snopes
- 1994 : Car 54, Where Are You? de Bill Fishman (en) : Police Captain Dave Anderson